# SdKfz 3
SdKfz 3 o Maultier (mula en alemán) fue el nombre de una serie de semiorugas alemanes empleados durante la Segunda Guerra Mundial. Estaban basados en camiones Opel, Mercedes-Benz, Alfa-Romeo o Ford.  

## Historia
Poco después de la invasión de la Unión Soviética, los soldados alemanes descubrieron que sus vehículos de transporte sobre ruedas eran inadecuados para la escasa infraestructura vial, especialmente durante las condiciones lodosas de la rasputitsa. Solamente los semiorugas como el SdKfz 11 podían transportar pertrechos a las unidades de primera línea en tales condiciones, pero como no era factible retirarlos de su papel combativo para tareas de suministro, se decidió producir versiones semioruga de los camiones estándar Opel, Daimler-Benz, Alfa-Romeo y Ford retirándoles sus ejes posteriores, acortando sus cardanes y conectándolos a conjuntos de orugas de Panzer I sobrantes. Los camiones más pesados (4 toneladas) fueron equipados con conjuntos de orugas de Panzer II.
Las piezas de la suspensión tipo Horstmann de la tanqueta Carden-Loyd empleadas por el Panzer I eran prácticamente idénticas a las del Universal Carrier, con aquellas empleadas en el Maultier pareciéndose a las de la versión estadounidense T16 en lo que a sus ruedas de rodaje respecta. Después de la caída de Singapur, el caucho era tan escaso que se produjo un Bedford QL semioruga con suspensión Carden-Loyd. Mientras que el Bedford Bren demostró tener una excelente tracción y capacidad todoterreno, su alto costo y el efecto de mejoras mínimas en el diseño automovilístico y de materiales tales como el caucho artificial significó que esta conversión británica nunca pasó de la etapa de prototipo, siendo más tarde reconvertido a un vehículo con tracción a las cuatro ruedas.
La mayoría de las conversiones SdKfz 3 se hicieron en camiones Opel Blitz Modelo S, que demostró ser exitoso en servicio.
Aunque les faltaba la movilidad general de los semiorugas construidos ex-profeso, eran más baratos y bastante efectivos. Desde 1943, algunos camiones Maultier fueron equipados con carrocerías blindadas y recibieron la designación SdKfz 4. Algunos de estos fueron armados con lanzacohetes de 10 tubos Panzerwerfer 42, siendo designados como SdKfz 4/1.